# Felipe Sierra Pambley
Felipe Sierra Pambley (San Miguel de Laciana (Lleó), 26 de maig de 1774 - Madrid, 5 de juliol de 1823) va ser un jurista i polític espanyol, Secretari d'Estat i del Despatx Universal d'Hisenda des del 28 de febrer fins al 5 d'agost de 1822 i ministre interí de Guerra, regnant Ferran VII d'Espanya, durant el Trienni Constitucional.

## Biografia
Fill d'Ángel Sierra Pambley, va ser advocat d'Hisenda, Comissari Reial a Canàries en 1817, director General de Rendes Unides en 1820, cavaller supernumerari de l'Orde de Carles III per decret de 26 de maig de 1820, Conseller d'Estat Honorari en 1823, i també diputat a Corts per Lleó en 1820. Membre del Gran Orient d'Espanya, tenia el nom de Nekar.
Es va casar amb Joaquina Álvarez Blasó. Durant el Trienni Liberal, amb els postulats del qual es va vincular activament, consta que en constituir-se la Societat Patriòtica Constitucional de Lleó, al maig de 1820, ell n'era un membre destacat.
Va ser intendent de província, intendent de l'Exèrcit en 1820, ministre d'Hisenda des del 28 de febrer de 1822 al 5 d'agost de 1822. Va ser també ministre interí de Guerra. El 29 d'octubre de 1822, per considerar-se-li implicat en la conspiració del 7 de juliol de 1822 al costat dels liberals moderats (Francisco Martínez de la Rosa, Juan Bravo Murillo i el Comte de Toreno), s'ordena la seva crida i cerca.
Conseller d'Estat Honorari en 1823, va participar en el Legislatiu com a diputat a Corts per la circumscripció de Lleó entre 1820 i 1822.